# Bernhard Lloyd

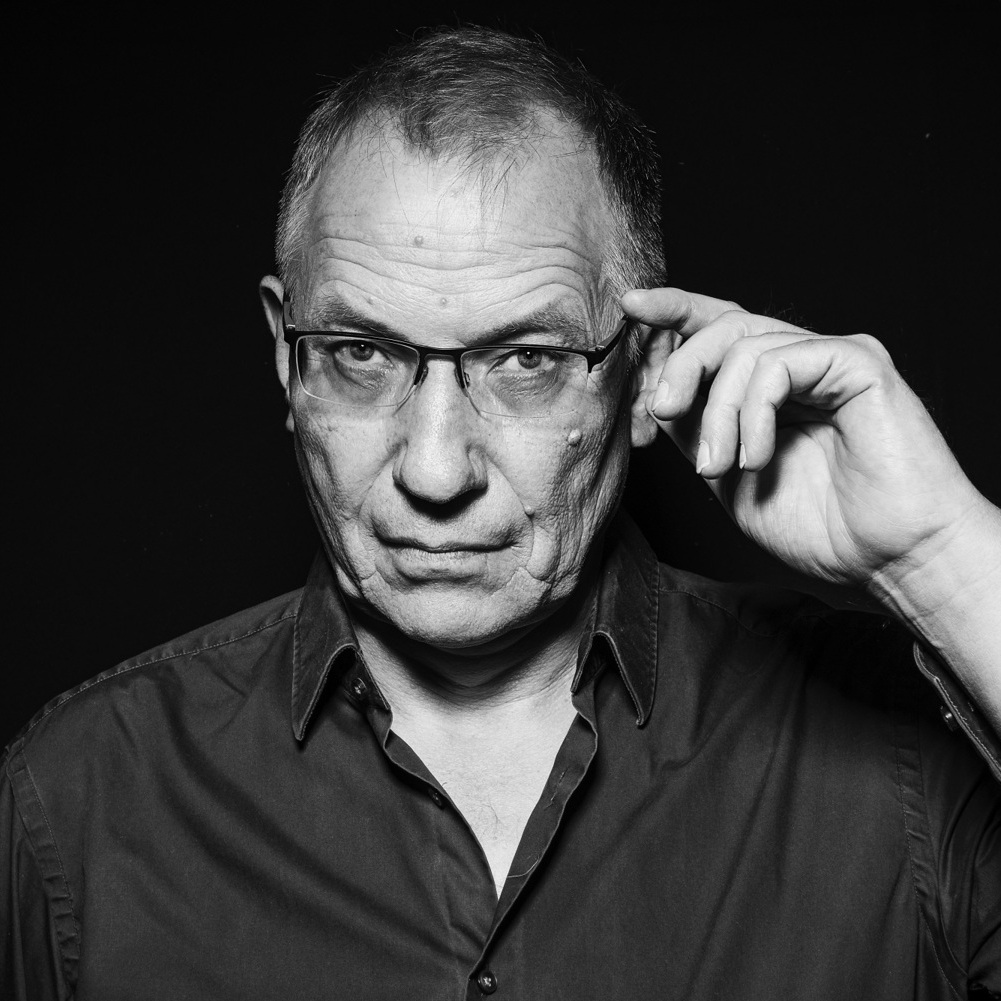
Bernhard Lloyd (2020)

Bernhard Lloyd (* 2. Juni 1960 in Enger als Bernd Gössling) ist ein deutscher Musiker und Mitbegründer der Synthiepop-Band Alphaville sowie der Elektropop-Band Atlantic Popes.

## Biografie
Lloyd wuchs in Enger, Nordrhein-Westfalen, auf. Dort lernte er Frank Mertens kennen. Mit Mertens und Marian Gold, den er schon 1980 in Berlin kennengelernt hatte und mit dem er schon einen gemeinsamen Auftritt in der kurzzeitig existierenden Band Chinchilla Green gehabt hatte, gründete er 1982 das Pop-Trio Alphaville (zunächst unter dem Namen: Forever Young). In dieser Formation gab die Band ihren ersten und für längere Zeit letzten Liveauftritt Silvester 1982 im Forum Enger.
1983 zog Lloyd nach Münster. Dort war er zusammen mit Gold und Mertens und 4 weiteren Mitgliedern im Studenten- und Künstlerkollektiv Nelson Community aktiv. Im gleichen Jahr kam es auch zur Umbenennung ihrer Band in den Namen Alphaville. Der gleichnamige Film von Jean-Luc Godard aus dem Jahr 1965 war Ideengeber für den Bandnamen, unter dem sie im selben Jahr einen Plattenvertrag mit Warner Brothers Germany, damals noch unter dem Namen WEA, unterschrieben. Es gelang auf Anhieb ein weltweiter Erfolg. Im Januar 1984 wurde ihre erste Single Big in Japan veröffentlicht, die weltweit zu einem Hit wurde, unter anderem erster Platz in den US-Dance-Charts.
1984, nach weiteren Hits – Sounds Like a Melody und Forever Young, vom gleichnamigen Debütalbum, verließ Mertens im Dezember die Band. Der Gitarrist und Keyboarder Ricky Echolette wurde neues Bandmitglied. In dieser Formation veröffentlichte die Band fünf Alben: Afternoons in Utopia (1986), The Breathtaking Blue (1989), das erste Best-of Album First Harvest 1984–1992 (1992), Prostitute (1994) und Salvation (1997), bis Echolette die Band während der Produktionsphase von Salvation verließ. Zusammen mit Gold veröffentlichte Lloyd als Alphaville in der Folge noch die Kompilation Dreamscapes (1999), eine 8 CDs umfassende Zeitreise der musikalischen Bandgeschichte der Band, sowie das erste Remix-Album Forever Pop (2001).
Bereits 1989 lernte Lloyd den Musiker und Sänger Max Holler in Berlin kennen, mit dem er Ende der Neunziger Jahre die Band Atlantic Popes gründete. Beide bezeichnen ihre Band als „virtuelles Projekt“, da die Musik ausschließlich über das Internet entsteht. 2001 veröffentlichte das Duo ihr erstes Album Atlantic Popes.
Im Jahr 2003 stieg Lloyd offiziell aus der Band Alphaville aus, ist ihr aber bis heute stets verbunden geblieben.
Seit 2019 hat Lloyd zusammen mit Gold die ersten drei Alben der Band als Remaster Version veröffentlicht. Die Fans der Band durften sich in diesem Zuge zudem über exklusive Deluxe-Pakete dieser Alben freuen, die viel historisches Material der Band in neuer Sound- und Bildqualität enthielten. Darunter ist auch eine DVD mit der in hochwertiger Qualität neu digitalisierten Videoreihe Songlines zum Album The Breathtaking Blue. Lloyd und Gold verrieten hierzu in einer Interview-Reihe mit Piet Blank von Blank & Jones, die auf dem YouTube-Kanal von Alphaville veröffentlicht wurde, Hintergründe zu einzelnen Songs.
2020 veröffentlichte Lloyd mit dem DJ-Duo Blank & Jones zum Record Store Day einen exklusiven Remix zu Sounds Like a Melody.
Mit seiner Band Atlantic Popes hat sich Lloyd im Mai 2020 nach einer fast 20-jährigen Veröffentlichungspause mit der epischen Single Hold on zurückgemeldet. In der Zeit zwischen dem ersten Album 2001 und dem Comeback im Jahr 2020 sind Lloyd und Holler aber ohne Unterbrechung in freundschaftlichem und kreativem Kontakt geblieben. Viele Rohfassungen von Songs sind in dieser Zeit entstanden, die seit Mai 2020 in regelmäßigen Abständen veröffentlicht werden. Ein weiteres Studioalbum ist aktuell in Arbeit und die Band ist auf diversen Social-Media-Kanälen (Facebook, YouTube und Instagram) sehr aktiv.
Lloyd lebt heute in der Nähe von Berlin, wo er auch ein eigenes Projektstudio betreibt. Dort arbeitet er seit 2005 mit einem umfangreichen System aus digitalen und analogen Komponenten und produziert hauptsächlich elektronische Musik. Insbesondere die Atlantic Popes Produktionen entstehen alle dort. Aber z. B. auch das Meditations-Projekt Words of Wisdom von Bernd Kolb hat Lloyd klangtechnisch produziert.

## Diskografie

### Mit Alphaville
- 1984: Forever Young
- 1986: Afternoons in Utopia
- 1989: The Breathtaking Blue
- 1992: First Harvest 1984–1992
- 1994: Prostitute
- 1997: Salvation
- 1999: Dreamscapes
- 2001: Forever Pop

### Mit Atlantic Popes
- 2001: Atlantic Popes (Album, Atlantic Popes Records)